# Animatrónica

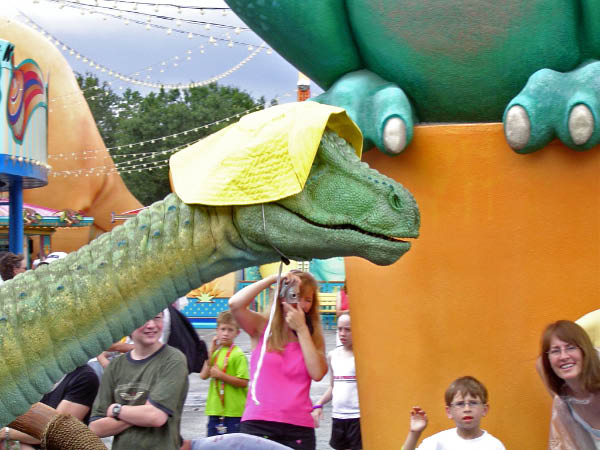
Lucky the Dinosaur en Walt Disney World, junio de 2005

La animatrónica es la técnica que, mediante el uso de mecanismos robóticos o electrónicos, simula el aspecto y comportamiento de los seres vivos empleando marionetas u otros muñecos mecánicos. Son creados para ser programados y controlados remotamente, reproducir sonido y recrear movimientos ya sean sencillos o de gran complejidad. La sofisticación de estos robots depende del uso o servicio que vayan a cumplir, ya que por ejemplo, se puede recrear únicamente el lomo de un oso o crear todo el animal completo.

## Cronología
1515: Leonardo da Vinci diseñó y construyó el león autómata.
1545: el hombre de palo fue un artificio construido por Giovanni Torriani (*Cremona, Milanesado, 1500 - †Toledo, España, 1585), más conocido como Juanelo Turriano, inventor, arquitecto y relojero real de Carlos I de España.
1738: La construcción de autómatas comienza en Grenoble, Francia, por Jacques de Vaucanson. Primero, un flautista que podría tocar doce canciones: The Flute Player, seguido por un personaje tocando una flauta y un tambor o una pandereta - The Tambourine Player, y concluyendo con un pato moviéndose / graznando / aleteando / comiendo - The Digesting Duck.
1770: Pierre Jaquet-Droz y su hijo Henri-Louis Jaquet-Droz, ambos relojeros suizos, comienzan a fabricar autómatas para la realeza europea. Una vez completados, crearon tres muñecas. Una muñeca podía escribir, la otra tocaba música y la tercera muñeca podía dibujar.
1801: Joseph Jacquard construye un telar que se controla de forma autónoma con tarjetas perforadas.
1939: Sparko, The Robot Dog, mascota de Elektro, se presenta frente al público. Un caballo al galope también estuvo en exhibición en la Feria Mundial de 1939, en una exhibición diferente a la de Sparko.
1961: Heinrich Ernst desarrolla el MH-1, una mano mecánica operada por computadora.
1961: Walt Disney acuña el término audio-animatrónico y comienza a desarrollar tecnología animatrónica moderna.
1963: Los primeros animatrónicos, llamados Audio-Animatronics, creados por Disney fueron los Enchanted Tiki Birds de Disneyland.
1964: en la película Mary Poppins, aparece un pájaro animatrónico.
1965: la primera figura animatrónica de una persona es creada por Disney es Abraham Lincoln.
1968: Se crea el primer personaje animatrónico en un restaurante. Se conoce con el nombre de Golden Mario y fue construido por Team Built en 1968.
1977: abre sus puertas Chuck E. Cheese's (entonces conocido como Pizza Time Theatre), como el primer restaurante con animatrónicos como atracción.
1980: ShowBiz Pizza Place abre con Rock-afire explosion.
1982: Ben Franklin es la primera figura animatrónica que sube unas escaleras.
1989: El primer animatrónico A-100 se desarrolla para la atracción The Great Movie Ride en los estudios de Disney-MGM para representar a The Wicked Witch of the West.
1993: Una de las figuras animatrónicas más grande jamás construida es el T.rex para la película, Jurassic Park.
1998: Tiger Electronics comienza a vender Furby, una mascota animatrónica con más de 800 frases en inglés y la capacidad de reaccionar a su entorno, Vernon Hills, Illinois.
11 de mayo de 1999: Sony lanza la mascota animatrónica AIBO, Tokio, Japón.
31 de octubre de 2008 - 1 de julio de 2009: El personaje animatrónico de Abraham Lincoln se actualiza para incorporar tecnología autonomatrónica.
28 de septiembre de 2009: Disney desarrolla Otto, la primera figura interactiva que puede oír, ver y sentir las acciones en la sala, D23 Expo
2018: El Sr. Potato Head en la exhibición de Toy Story tiene unos labios con un rango de movimiento superior a cualquier otra figura animatrónica previamente.

## Historia

### Orígenes

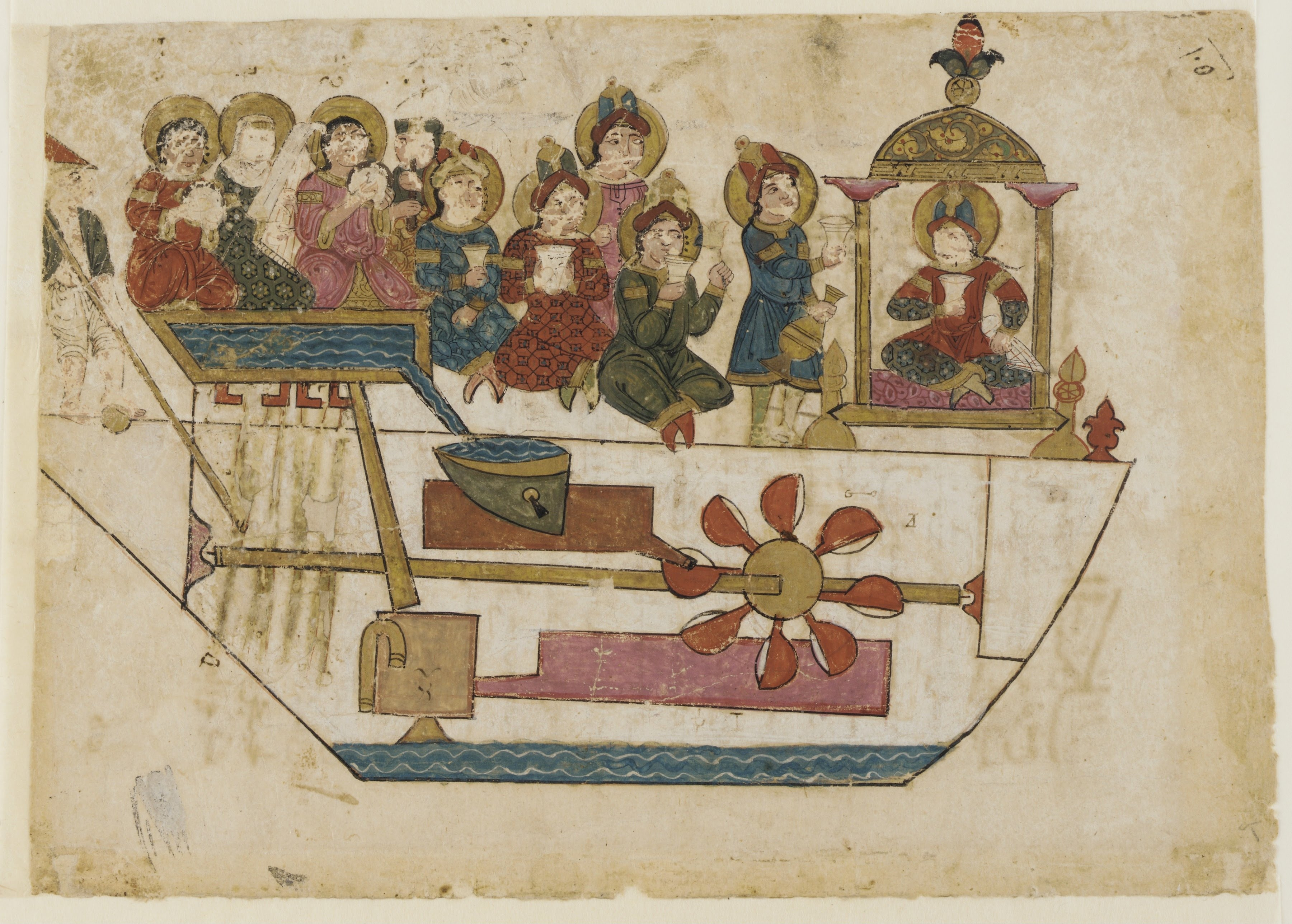
Barco de juguete de Al-Jazari, autómatas musicales.

El texto de Liezi del siglo III a. C. describe un encuentro entre el rey Mu de Zhou y un "artificioso" conocido como Yan Shi, que presentó al rey con un autómata de tamaño natural. La "figura" se describió como capaz de caminar, plantar y cantar, y cuando se observó un desmantelamiento se compuso de órganos anatómicamente precisos.
El filósofo mohista Mozi del siglo V a. C. y su contemporáneo Lu Ban atribuyen con la invención de aves de madera artificiales (ma yuan) que pudieron volar con éxito a Han Fei Zi y en 1066, el inventor chino Su Song construyó un reloj de agua en forma de torre donde había figuras mecánicas que encendieron las horas.
En la Edad Media destacaron dos personajes, Alberto Magno y Al-Jazari con la creación de un autómata de hierro que cumplía la función de un mayordomo y un reloj mecánico.
En 1515, Leonardo da Vinci diseñó y construyó el León Autómata, uno de los animatrónicos descritos más tempranamente. El león mecánico fue presentado por Giuliano de Medici de Florencia a François I, rey de Francia como símbolo de una alianza entre Francia y Florencia. El León Autómata fue reconstruido en 2009 según descripciones contemporáneas y los propios dibujos del mecanismo de Da Vinci. Antes de eso, Da Vinci había diseñado y exhibido un caballero mecánico en una celebración a cargo de Ludovico Sforza en la corte de Milán 1495. El 'robot' era capaz de ponerse de pie, sentado, abrir la visera y mover los brazos. Los dibujos fueron redescubiertos en la década de 1950 y posteriormente se construyó una réplica funcional.

### Relojes
Aunque funcionales, los relojes tempranos también se diseñaron como novedades y espectáculos que integraban las características de la animatrónica.

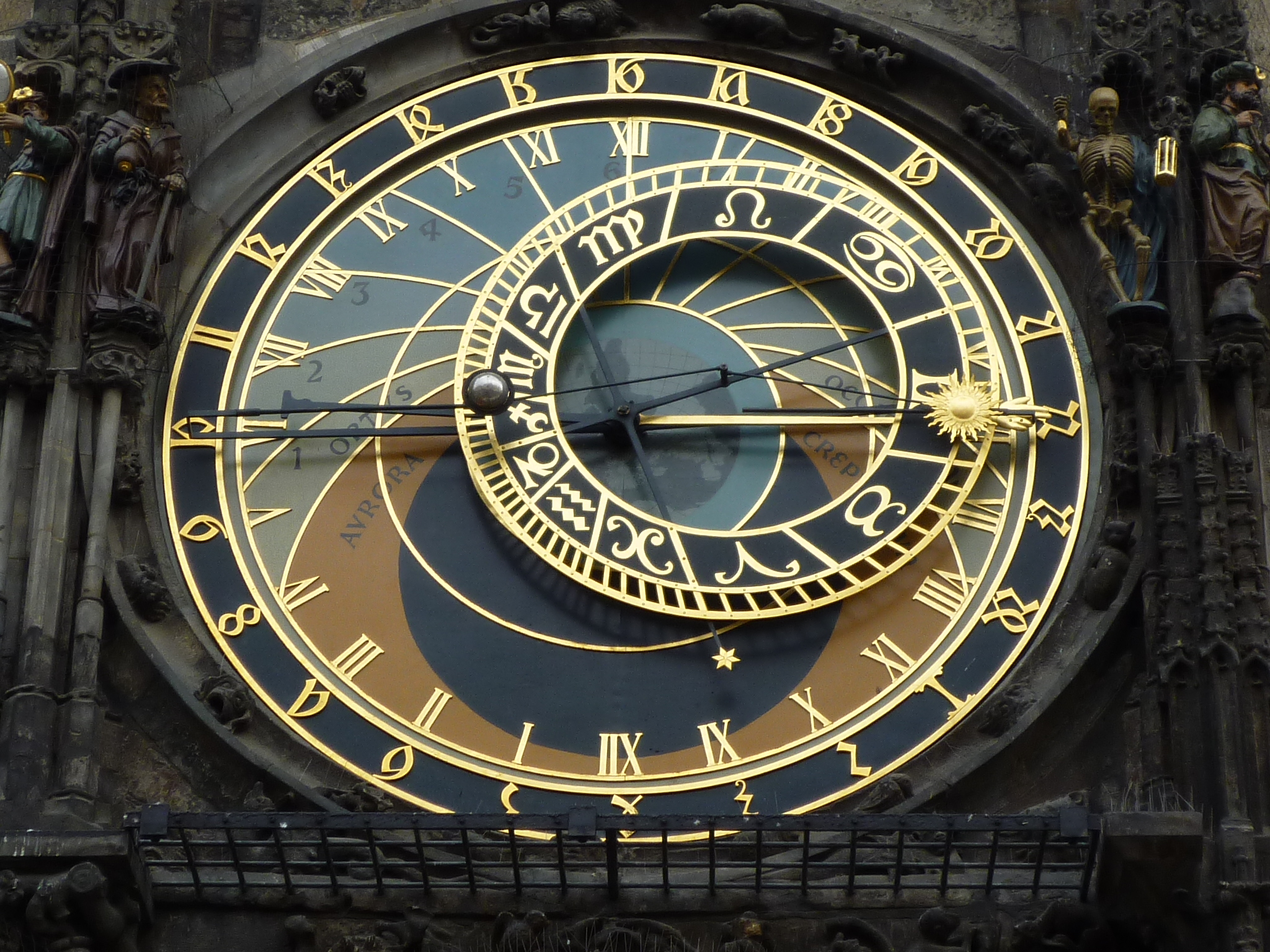
Reloj Astronómico de Praga

Aproximadamente del 1220-1230, Villard de Honnecourt escribió The Portfolio de Villard de Honnecourt que representa un mecanismo de escape temprano en un dibujo titulado "Cómo hacer que un ángel sigue apuntando el dedo hacia el Sol" y un autómata de un pájaro, con alas articuladas que provocaron su implementación del diseño en relojes. Debido a su tamaño y complejidad, la mayoría de estos relojes se construyeron como espectáculos públicos en el centro de la ciudad. Uno de los primeros de estos grandes relojes fue el reloj de Estrasburgo, construido en el siglo XIV que ocupa todo el lado de un muro de la catedral. Contenía un calendario astronómico, autómatas que representaban animales, santos y la vida de Cristo. El reloj todavía funciona hasta hoy, pero ha sufrido varias restauraciones desde su construcción inicial. El reloj astronómico de Praga fue construido en 1410, a partir del siglo XVII se añadieron figuras animadas.
La primera descripción de un moderno reloj de cuco fue el noble de Augsburgo Philipp Hainhofer en 1629. El reloj pertenecía al príncipe elector August von Sachsen. Hacia 1650, el funcionamiento se comprendió y se difundió ampliamente en el manual de Athanasius Kircher sobre la música, Musurgia Universalis. En cuál es la primera descripción documentada de cómo funciona un cuco mecánico, se describe un órgano mecánico con varias figuras automatizadas.
En Alemania del siglo XVIII, los relojeros comenzaron a hacer relojes de cuco a la venta.

### Atracciones
Un banquete en el honor de Camilla de Aragón en Italia, 1475, contó con un camello automatizado real. El espectáculo fue una parte de un desfile más grande que continuó durante días.
En 1454, el duque Philip creó un espectáculo llamado The extravagante Feast of the Faisan, que tenía la intención de influir en los compañeros del duque para participar en una cruzada contra los otomanos, pero terminó siendo una gran muestra de autómatas, gigantes y enanos.
Giovanni Fontana, un ingeniero de Padua en 1420, desarrolló Bellicorum instrumentorum liber que incluye un títere de un camélide impulsado por un primate vestido dos veces más alto que un ser humano y un autómata de María Magdalena.

### Actualidad
La animatrónica de hoy en día emplea dispositivos controlados por ordenador, así como controles por radio o manuales. Los movimientos específicos se consiguen mediante motores eléctricos, cilindros neumáticos o hidráulicos y mecanismos controlados por cable. El tipo de elemento a utilizar se decide en función de los parámetros del personaje, los movimientos concretos que se requieren y las limitaciones del proyecto. La tecnología ha avanzado al punto que los muñecos animatrónicos pueden llegar a ser indistinguibles de sus contrapartidas vivas.

## Usos

### Atracciones
Los primeros animatrónicos modernos se pueden encontrar en robots antiguos. Algunos de estos robots, eran en realidad animatrónicos, pero fueron clasificados como robots ya que el término animatrónico aún no se había popularizado.

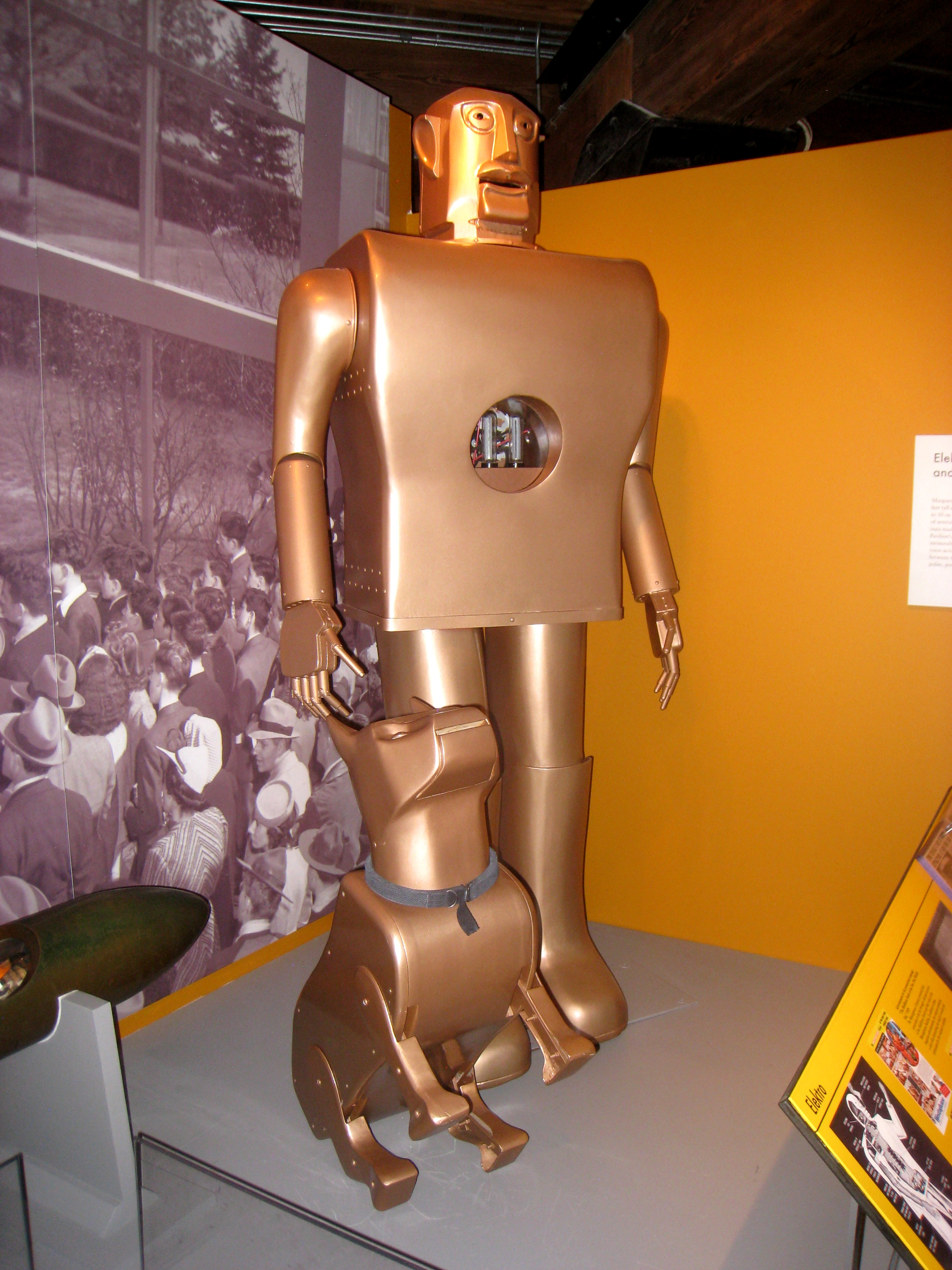
Elektro the Robot y Sparko the Robot Dog

Los primeros personajes animatrónicos que se mostraron al público fueron un caballo y un perro. Ambos eran la atracción de dos espectáculos diferentes durante la New York World 's Fair de 1939. Uno de los robots era Sparks, The Robot Dog, mascota de Elektro the Robot. Sparks representó el primer animal viviente y se convirtió en el primer personaje animatrónico moderno, junto con el caballo que iba al galope de manera realista. Este caballo también estuvo en la New York World 's Fair de 1939.
Walt Disney a menudo es acreditado por popularizar la animatrónica para el entretenimiento después de haber comprado un pájaro animatrónico mientras estaba de vacaciones, aunque se discute si estaba en Nueva Orleans o en Europa. La visión de Disney para la audio-animatrónica se centró principalmente en representaciones patrióticas más que divertidas.
En 1951, dos años después de que Walt Disney descubre la animatrónica, encargó al maquinista Roger Broggie y el escultor Wathel Rogers dirigir un equipo encargado de crear una figura de 9 pulgadas (22 centímetros) que pudiera moverse y hablar simulando rutinas de danza realizadas por el actor Buddy Ebsen. Se llamó 'Project Little Man', pero nunca fue terminado. Un año más tarde, se creó la Walt Disney Imagineering.
Después de "Project Little Man", el primer proyecto del equipo Imagineering era una "Cabeza china" que se exhibió en el vestíbulo de su oficina. Los clientes podían hacer preguntas a la cabeza y ésta respondía con palabras de sabiduría. Los ojos parpadeaban y la boca se abría y se cerraba.
La compañía de producción de Walt Disney comenzó a utilizar animatrónicos en 1955 para la marcha de Disneyland, el Jungle Cruise y más tarde por su atracción de la Sala de Tiki Enchanted de Walt Disney que presentaba la animatrónico "Enchanted Tiki Birds".
La primera figura audio-animatrónica humana completamente creada fue Abraham Lincoln, creada por Walt Disney en 1964 para la Feria Mundial de 1964 en Nueva York. En 1965, Disney actualizó la figura y la llamó Lincoln Mark II que apareció en la ópera de Disneyland Resort. Durante tres meses, el Lincoln original actuaba en Nueva York, mientras que el Lincoln Mark II hacía 5 actuaciones por hora en Disneyland. El lenguaje corporal y los movimientos faciales se adaptaron a la perfección con el discurso grabado. El actor Royal Dano era la voz de la versión animatrónica de Abraham Lincoln.

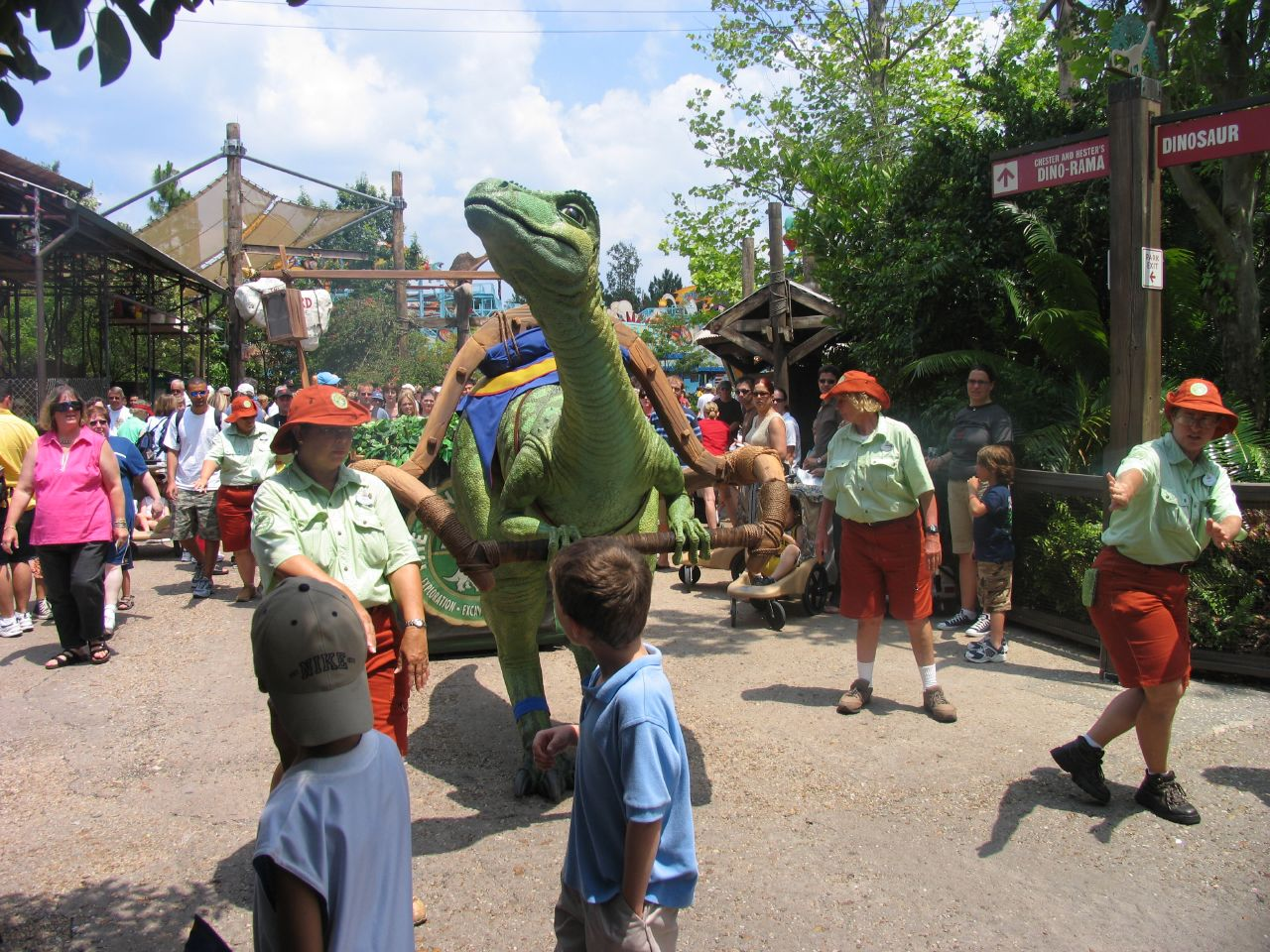
Lucky el Dinosaurio

Lucky el Dinosaurio es un Segnosaurus verde de aproximadamente 8 pies de altura (2,4 m) que tira de un carro cubierto de flores y está liderado por "Chandler the Dinosaur Handler". Lucky es importante porque fue la primera grabación de animación y audio-animación creada por Imagineers de Disney. El carro de flores que tira esconde el ordenador y la fuente de alimentación.
El Laboratorio Móvil de Muppet es una atracción de entretenimiento de audio y animación creada por Walt Disney Imagineering. Dos personajes de muppets, el Dr. Bunsen Honeydew y su asistente, Beaker, pilotan el vehículo a través del parque, interactuando con los clientes y desplegando efectos especiales, tales como nebulizadores, lámparas de descarga, señales móviles, cañones de confeti y chorros de aspersión. Actualmente se desarrolla en Disneyland en Hong Kong.
The Rock-afire explosion era una banda animatrónica que jugó en Showbiz Pizza Place desde 1980 hasta 1992.

### Cine y televisión
La principal utilidad de la animatrónica se da en el campo de la cinematografía y los efectos especiales.
La industria cinematográfica ha sido un motor que ha revolucionado la tecnología utilizada para desarrollar la animatrónica.

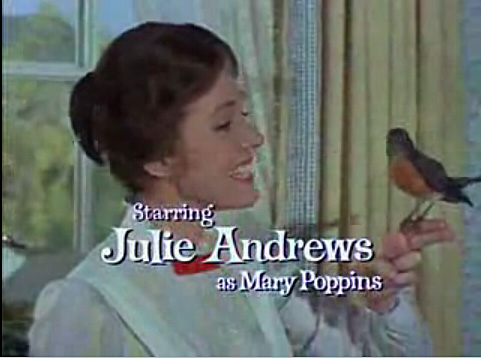
Pájaro animatrónico de la película Mary Poppins

Los animatrónicos se utilizan en situaciones en que no existe una criatura determinada, la acción es demasiado arriesgada o costosa para el uso de actores o animales reales, o la acción nunca se puede obtener con una persona viva o animal. Su ventaja principal sobre las imágenes generadas por ordenador y stop motion es que la criatura simulada tiene una presencia física que se mueve delante de la cámara en tiempo real. La tecnología detrás de la animatrónica se ha ido haciendo más avanzada y sofisticada a lo largo de los años, haciendo que los títeres sean aún más realistas.
Los animatrónicos fueron presentado por primera vez por Disney en la película de 1964 Mary Poppins, que presentó un pájaro animatrónico. Desde entonces, la animatrónica se ha utilizado ampliamente en películas como Jaws y E.T., que se basaba en gran medida en la animatrónica.
Directores como Steven Spielberg y Jim Henson han sido pioneros en el uso de la animatrónica en la industria cinematográfica.
La película de 1993 Jurassic Park utilizó una combinación de imágenes generadas por ordenador junto con dinosaurios animatrónicos de tamaño real construidos por Stan Winston y su equipo. El animatrónico "T. rex" de Winston era de casi 6.1 m, de 12 m de longitud y hasta pesaba 4.100 kg, fue capaz de recrear perfectamente la apariencia y movimiento natural en la pantalla de un tiranosaurio rex de tamaño completo.
Jack Horner lo llamó como "lo más cercano que he estado de ver un dinosaurio vivo". Los críticos se refirieron a los dinosaurios de Spielberg de una manera sorprendentemente -y terriblement- realista.
La miniserie 1999 de la BBC Walking with Dinosaurs se produjo con una combinación de aproximadamente 80% de imágenes generadas por ordenador y 20% de modelos animatrónicos. La calidad de las imágenes informáticas era buena, pero la animatrónica era aún mejor, sobre todo en los primeros planos de los dinosaurios. Estos animatrónics fueron diseñados por la compañía británica Crawley Creatures. El espectáculo fue seguido en 2007 con una adaptación en vivo de la serie, Walking with Dinosaurs: The Arena Spectacular.
Geoff Peterson es un esqueleto animal animatrónico que sirve como compañero de aprendizaje en el programa de conferencias The Late Late Show con Craig Ferguson. A menudo llamado esqueleto robot, Peterson es un animatrónico controlado por radiocontrol diseñado y construido por Grant Imahara de MythBusters.

### Publicidad
La campaña de publicidad británica de Cadbury Schweppes titulada Gorilla presentó un actor dentro de un traje de gorila con un rostro animatronicament animado.
Slowskys fue una campaña de publicidad para el servicio de Internet de banda ancha Xfinity de Comcast Cable. El anuncio presenta dos tortugas animatrónicas, y ganó el premio Gold Effie en 2007.

### Juguetes
Algunos ejemplos de juguetes animatrónicos incluyen Teddy Ruxpin, Big Mouth Billy Bass, Kota the Triceratops, Pleo, WowWee Alive Chimpanzee, Microsoft Actimates y Furby.

### Videojuegos
Five Nights at Freddy's, una serie de videojuegos de terror independientes, presenta a varios animatrónicos como antagonistas que intentan matar al jugador, que suele ser un guardia de seguridad nocturno o un empleado de una de las instalaciones (normalmente una pizzería) donde residen los animatrónicos. En el primer juego de la serie, la actitud violenta de los animatrónicos hacia los humanos por la noche se explica como una programación defectuosa, lo que les hace confundir al protagonista con un endoesqueleto sin un traje, lo que va en contra de las reglas del establecimiento. Como resultado, los animatrónicos intentan "meter a la fuerza" al personaje jugador en un traje, lleno de objetos metálicos y cables, lo que provoca su muerte. Sin embargo, los juegos presentan un trasfondo profundo (revelado gradualmente a través de varios minijuegos y huevos de Pascua) que revela que muchos de los animatrónicos en realidad están poseídos por los espíritus de unos niños cuyas muertes están de alguna manera conectadas con la franquicia de restaurantes ficticios "Freddy Fazbear's Pizza". Al menos seis de estos niños fueron asesinados por William Afton (también conocido como "El hombre morado"), uno de los cofundadores del restaurante original y el villano general de la serie, quien llegaría a poseer su propio animatrónico después de su muerte. Desde el juego original, Five Nights at Freddy's ha evolucionado hasta convertirse en una gran franquicia de medios que comprende varias secuelas, precuelas y spin-offs, una trilogía de novelas y una serie de antología de cuentos. Se estrenó una adaptación cinematográfica el 27 de octubre de 2023.

## Empresas
El mundo de la animatrónica ha creado una industria que mueve una gran cantidad de dinero, ya que un robot puede costar desde 10 000$, incluso superar el millón de dólares. Algunas de las principales empresas de animatrónica son «Garner Holt Productions, Inc.» en San Bernardino, California; «UCFab International, LLC» en Apopka, Florida; «Sally Corporation» en Jacksonville, Florida; o «Lifeformations» en Bowling Green (Ohio). Entre sus clientes se encuentran, además de la industria cinematográfica, parques temáticos, museos, restaurantes y muchos otros negocios que requieren la tematización de un ambiente.

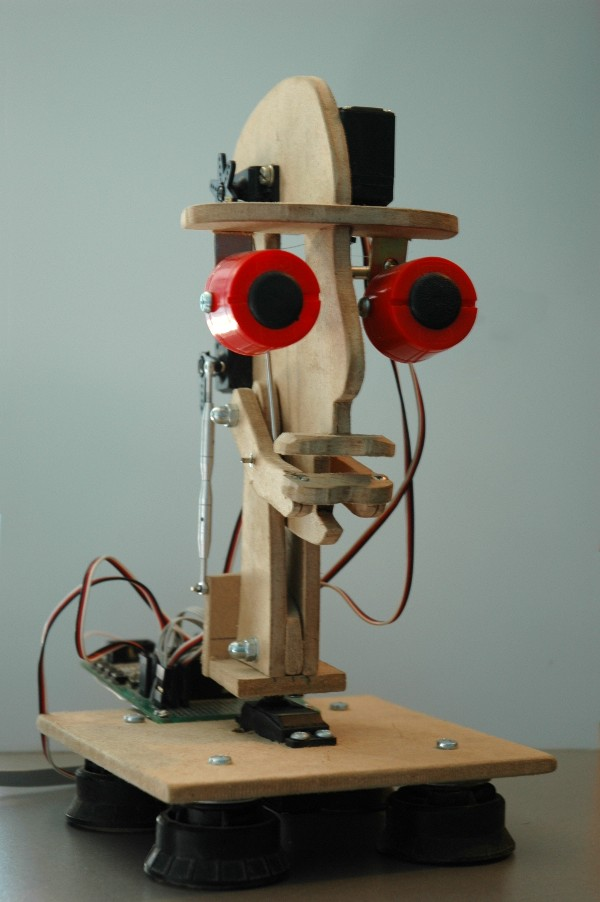
Ejemplo de estructura interna de un animatrónic.

## Diseño
Para el diseño de un animatrónic es necesario el uso de técnicas y materiales que en su totalidad creen un robot que emule vida. Por lo tanto, es necesaria una investigación previa del personaje animado que se pretende crear. El análisis debe contemplar los movimientos del personaje, la movilidad de los músculos y la anatomía.
Una vez examinado el personaje se procede a las fases técnicas de creación: el elemento mecánico, el eléctrico y el de control.
- La mecánica se encarga de crear la estructura, y además, los movimientos que le corresponden.
- La electrónica dota de energía el animatrónic y define los elementos de entrada y el comportamiento de los de salida.
- El control otorga los comandos necesarios que se deben usar para poder manejar el personaje en la vida real.

Para la creación de un muñeco de estas características se han de tener en cuenta los puntos vitales que lo pueden humanizar. Estos elementos son: la boca, los labios, los ojos, el cuello, etc., en definitiva, el movimiento muscular. Los movimientos específicos se consiguen mediante motores eléctricos, cilindros neumáticos o hidráulicos y mecanismos controlados por cable. El tipo de elemento a utilizar se decide en función de los parámetros del personaje, los movimientos concretos que se requieren y las limitaciones del proyecto.
Finalmente,  para que un animatrónic tenga una apariencia física real se utilizan materiales que simulen la piel de un ser vivo. De esta manera queda cubierto el esqueleto mecánico y eléctrico que se encarga de recrear los movimientos. Los materiales más usados son la silicona, el acrílico y la resina de nailon.

## Animatrónica e inteligencia artificial
La animatrónica junto con la inteligencia artificial es lo que da como resultado los androides, como se suele conocer a los robots que imitan el comportamiento humano. Tenemos una técnica capaz de dotar del aspecto y comportamiento de seres vivos a máquinas. Es decir, humanizar' a los robots. Pero ya no sólo hablamos que los movimientos sean muy reales, sino que además, parece real gracias a la piel sintética que han usado y al maquillaje.
La empresa Disney está a punto de usar la animatrónica y la inteligencia artificial para simular uno de sus personajes en la vida real: Pascal, uno de los personajes de la película "Enredados".
Por otro lado, Dubái ya está usando policías robots creados por PAL Robotics.